# Yopohué
Yopohué è una città e sottoprefettura della Costa d'Avorio appartenente al dipartimento di Gagnoa. Conta una popolazione di 28 607 abitanti (censimento 2014).